# Eleccions al Parlament del Regne Unit de 1997
Les eleccions al Parlament del Regne Unit de 1997 es van celebrar l'1 de maig de 1997. Van suposar la primera victòria electoral del Partit Laborista en 23 anys, des de 1974.
El "New Labour" del carismàtic Tony Blair va assolir una aclaparadora victòria, amb 253 diputats de diferència sobre el Partit Conservador, que s'enfonsà perdent més de la meitat dels seus escons.
Els liberal demòcrates experimentaren un fort creixement, de més de 40 escons, malgrat perdre suport popular i percentatge de vot.
Les eleccions van deixar el Partit Conservador com un partit només d'Anglaterra, perdent tots els escons escocesos i gal·lesos, i s'enfonsà perdent més de la meitat dels seus escons. Després de la derrota, els conservadors van començar el seu període continu més llarg a l'oposició per a qualsevol encarnació dels conservadors des de la dècada de 1760 i finals de la Supremacia Whig sota els reis Jordi I i Jordi II, que va durar 13 anys, incloent-hi tota la dècada de 2000.

## Resultats
| Partit                             | Líder                      | Vot popular | %     | Escons | Canvi (de 1997) |
| Partit Laborista                   | Tony Blair                 | 13.518.167  | 43,2% | 418    | +145            |
| Partit Conservador                 | John Major                 | 9,600,943   | 30,7% | 165    | -178            |
| Liberal demòcrates                 | Paddy Ashdown              | 4.814.321   | 16,8% | 46     | +28             |
| Partit del Referèndum              | James Goldsmith            | 811.849     | 2,0%  | 0      | 0               |
| Partit Nacional Escocès            | Alex Salmond               | 621.550     | 2,0%  | 6      | +3              |
| Partit Unionista de l'Ulster       | David Trimble              | 258.349     | 0,8%  | 10     | +1              |
| Plaid Cymru                        | Dafydd Wigley              | 161.030     | 0,4%  | 4      |                 |
| Partit Unionista Democràtic        | Ian Paisley                | 107.348     | 0,3%  | 0      | -1              |
| Sinn Féin                          | Gerry Adams                | 126.921     | 0,4%  | 2      | +2              |
| Social Democratic and Labour Party | John Hume                  | 190.814     | 0,6%  | 3      | -1              |
| Partit Unionista del Regne Unit    | Robert McCartney           | 12.817      | 0,03% | 1      | +1              |
| UK Independence                    | Alan Sked                  | 105.722     | 0,3%  | -      | 0               |
| Independent                        |                            | 64.482      | 0,3%  | 1      |                 |
| Verds                              | David Taylor/Peg Alexander | 61,731      | 0,3%  | -      | 0               |
| Partit Nacional Britànic           | John Tyndall               | 35.832      | 0,1%  | -      | 0               |
| Partit Verd Escocès                |                            | 1.721       | 0,1%  | -      | 0               |
| Mebyon Kernow                      | Dick Cole                  | 1.906       | 0,0%  | -      | 0               |